# Chung Ui-hwa
Đây là một tên người Triều Tiên, họ là Chung.
Chung Eui-hwa (tiếng Hàn: 정의화; Hanja: 鄭義和; sinh ngày 18 tháng 12 năm 1948) là một bác sĩ và chính trị gia người Hàn Quốc, ông từng là Chủ tịch Quốc hội từ năm 2014 đến năm 2016.

## Tiểu sử
Chung Eui-hwa sinh ra ở Changwon, tỉnh Gyeongsang Nam, Hàn Quốc vào ngày 18 tháng 12 năm 1948. Ông tốt nghiệp trường y Đại học Busan.

## Sự nghiệp
Ông bắt đầu sự nghiệp chính trị vào năm 1996 khi tham gia tranh cử cuộc bầu cử lập pháp Hàn Quốc năm 1996 tại khu vực bầu cử Busan Jung-gu · Dong-gu và giành chiến thắng với 41,6% phiếu bầu. Ông liên tục giành chiến thắng tại khu vực bầu cử Busan Jung-gu · Dong-gu cho đến năm 2012.
Ông ủng hộ Lee Myung-bak trong cuộc bầu cử tổng thống Hàn Quốc năm 2007.
Ông đảm nhận vị trí Chủ tịch Quốc hội vào ngày 30 tháng 5 năm 2014. Kể từ đó, Chung trở thành chính khách độc lập và chỉ trích phe ủng hộ Park Geun-hye của Đảng Hàn Quốc Tự do.